# Потічник
Поті́чник (Lochmias nematura) — вид горобцеподібних птахів родини горнерових (Furnariidae). Мешкає в Центральній і Південній Америці. Це єдиний представник монотипового роду Потічник (Lochmias).

## Опис
Довжина птаха становить 13—15 см, вага 20—38 г. Верхня частина тіла каштанова, хвіст короткий, чорний, нижня частина тіла темно-коричнева, сильно поцяткована білими плямками. Над очима білі «брови». Дзьоб довгий, тонкий, дещо вигнутий. Лапи тьмяно-сірувато-рожеві. У представників підвидів, що мешкають в Андах, лапи чорні, «брови» над очима відсутні, нижня частина тіла менш поцяткована.

## Підвиди
Виділяють шість підвидів:

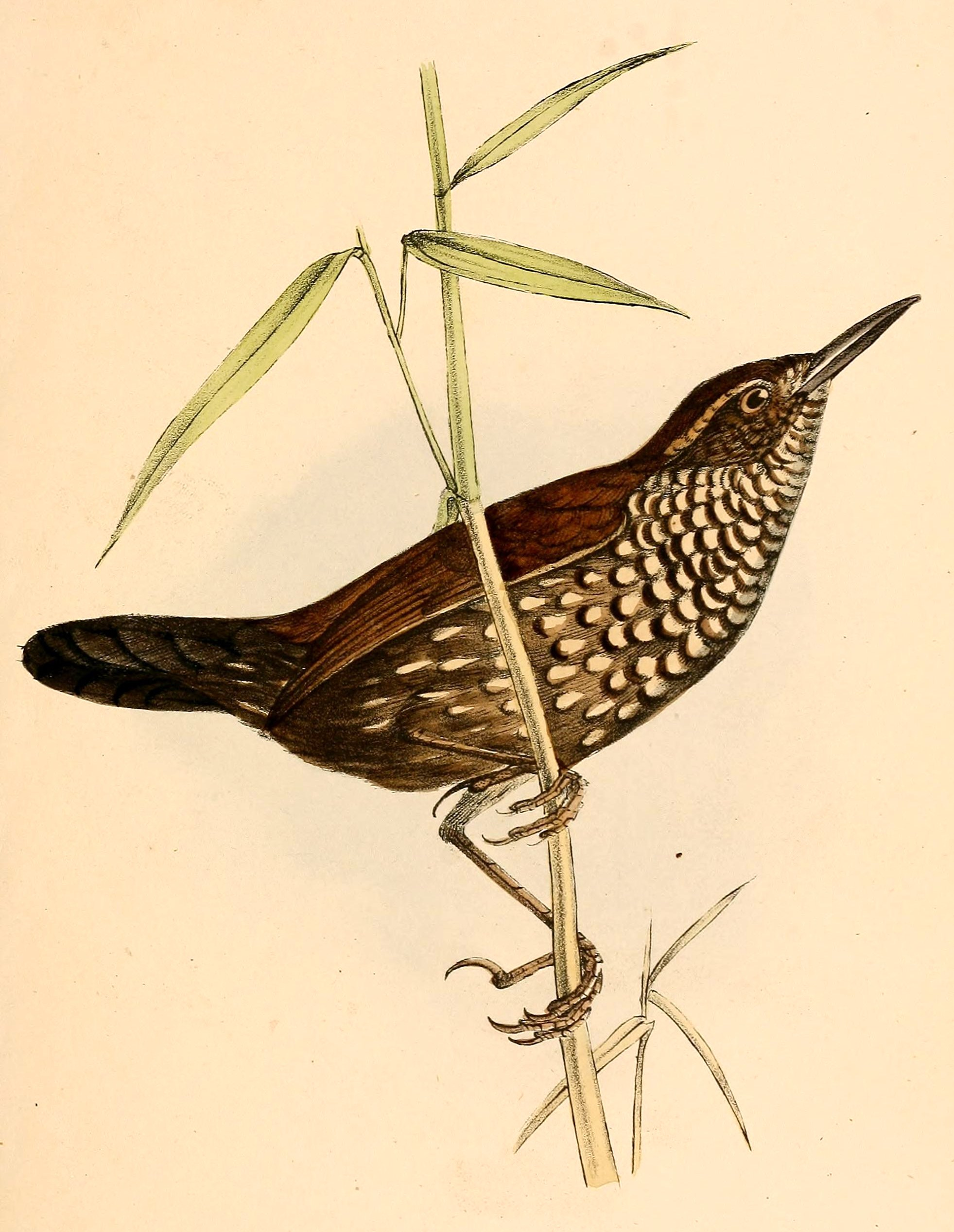
Потічник

- L. n. nelsoni Aldrich, 1945 — східна Панама (схід Дар'єну);
- L. n. chimantae Phelps & Phelps Jr, 1947 — тепуї на південному сході Венесуели (південь Амасонасу, Болівар);
- L. n. castanonotus Chubb, C, 1918 — південно-східна Венесуела (тепуї Кукенан[en] і Рорайма), західна Гаяна (Потаро-Сипаруні);
- L. n. sororius Sclater, PL & Salvin, 1873 — Прибережний хребет Анд на півночі Венесуели, Колумбійські Анди (Західний хребет в департаментах Вальє-дель-Каука і Каука, західні схили Центрального хребта в департаменті Каука, Східний хребет на південь від Кундінамарки), Еквадорські Анди, Перуанські Анди (на південь до Сан-Мартіна);
- L. n. obscuratus Cabanis, 1873 — Анди в Перу (на південь від Уануко), Болівії та на північному заході Аргентини (Жужуй, Сальта);
- L. n. nematura (Lichtenstein, MHK, 1823) — південна і південно-східна Бразилія, схід Парагваю, північно-східна Аргентина (на південь до Ентре-Ріоса), Уругвай.

## Поширення і екологія
Потічники мешкають у Венесуелі, Колумбії, Еквадорі, Перу, Болівії, Бразилії, Гаяні, Панамі, Аргентині, Парагваї і Уругваї. Вони живуть у густому підліску вологих гірських і рівнинних тропічних лісів та галерейних лісів, поблизу річок і озер. Зустрічаються поодинці або парами, на висоті від 725 до 2780 м над рівнем моря. Живляться комахами та іншими безхребетними, дрібними хребетними і молюсками, яких шукають у ґрунті та в опалому листі. Гніздяться в норах, гнізда кулеподібні з бічним входом.